# Мирнинське міське поселення (Орічівський район)
Ми́рнинське міське поселення (рос. Мирнинское городское поселение) — адміністративна одиниця у складі Орічівського району Кіровської області Росії. Адміністративний центр поселення — селище міського типу Мирний.

## Історія
Станом на 2002 рік на території сучасного поселення існували такі адміністративні одиниці:
- смт Мирний (смт Мирний)
- Бистрязький сільський округ (селища 894 км, Бистряги, присілки Березіни, Березкіни, Брагічі, Горбачі, Єрші, Жуки, Корсаки, Марадиково, Новожили, Омелічі, Рябі, Сафонічі, Серічі, Тарасови, Терешичі, Тіхоненки, Тренічі, Храмі, Чигілі, Якунічі)

Мирнинське міське та Бистрязьке сільське поселення були утворені згідно із законом Кіровської області від 7 грудня 2004 року № 284-ЗО у рамках муніципальної реформи. 2007 року до складу поселення було включене Бистрязьке сільське поселення.

## Населення
Населення поселення становить 4711 осіб (2017; 4558 у 2016, 4734 у 2015, 4877 у 2014, 4651 у 2013, 4832 у 2012, 4237 у 2010, 4133 у 2002).

## Склад
До складу поселення входять 22 населених пункти:
| Населений пункт              | Населення, осіб (2002) | Населення, осіб (2010) |
| ---------------------------- | ---------------------- | ---------------------- |
| 894 км, селище               | 4                      | 4                      |
| Березіни, присілок           | 5                      | 3                      |
| Березкіни, присілок          | 5                      | 5                      |
| Бистряги, селище             | 160                    | 116                    |
| Брагічі, присілок            | 156                    | 96                     |
| Горбачі, присілок            | 0                      | 0                      |
| Єрші, присілок               | 8                      | 0                      |
| Жуки, присілок               | 5                      | 2                      |
| Корсаки, присілок            | 0                      | 0                      |
| Марадиково, присілок         | 8                      | 1                      |
| Мирний, селище міського типу | 3618                   | 3912                   |
| Новожили, присілок           | 12                     | 6                      |
| Омелічі, присілок            | 10                     | 6                      |
| Рябі, присілок               | 12                     | 14                     |
| Сафонічі, присілок           | 1                      | -                      |
| Серічі, присілок             | 5                      | 3                      |
| Тарасови, присілок           | 81                     | 41                     |
| Терешичі, присілок           | 7                      | 6                      |
| Тихоненки, присілок          | 7                      | 4                      |
| Тренічі, присілок            | 0                      | 0                      |
| Храмі, присілок              | 24                     | 14                     |
| Чигілі, присілок             | 1                      | 1                      |
| Якунічі, присілок            | 4                      | 3                      |